# Beaumont-Pied-de-Bœuf, Mayenne
Beaumont-Pied-de-Bœuf là một xã thuộc tỉnh Mayenne trong vùng Pays de la Loire tây bắc nước Pháp. Xã này nằm ở khu vực có độ cao trung bình 75 mét trên mực nước biển.
Sông Vaige tạo thành một phần ranh giới tây bắc thị trấn, chảy theo hướng đông nam qua thị trấn.